# Студенец (Ошмянский район)
Студенец (бел. Студзяне́ц) — хутор в Ошмянском районе Гродненской области Белоруссии. Входит в состав Борунского сельсовета.

## География
Ближайшие населённые пункты Бородовщина, Застенье, Марьяново, Сидлеровщина и др.

## История
В 1905 году в Ошмянской уезде Гольшанской волости Виленской губернии.
До 30 мая 1988 года хутор входил в состав Семерницкого сельсовета.

## Население

### Численность
- 1999 год — 2 жителя

### Динамика
- 1999 год — 2 жителя (перепись населения)

## Достопримечательность
- Студенецкий валун[4] — геологический памятник природы республиканского значения (с 1994 года).

Расположен в 2 км от деревни Ровы. Название от бывшего хутора Студенец.